# Lidové noviny
Lidové noviny – czeski dziennik, jedna z trzech głównych gazet codziennych w tym kraju (obok Mladej fronty Dnes i Hospodářskich novin).
Dziennik został założony w 1893 r. w Brnie. W 1952 r. został zlikwidowany przez komunistyczną władzę. Ponownie zaczął wychodzić w podziemiu w 1987 r., a od 1989 r. legalnie. Od 2024 ukazuje się wyłącznie w wersji elektronicznej.
Publikowali w nim tak znani pisarze i dziennikarze jak Karel Čapek, Josef Čapek, Eduard Bass, Karel Poláček, Rudolf Těsnohlídek, Jiří Mahen, Jan Drda, Václav Řezáč, Ferdinand Peroutka, a także prezydenci Tomáš Garrigue Masaryk i Edvard Beneš.

## Historia
Pierwszy numer ukazał się w sobotę 16 grudnia 1893 roku i miał 14 stron. Na pierwszej stronie widniała informacja o 100 tys. egzemplarzach nakładu, cenach prenumeraty i wiadomość, że jest to gazeta codzienna, organ partii ludowej, najbardziej rozpowszechniona gazeta na Morawach i najtańsza w Czechach. W związku z szybko rosnącą popularnością i zainteresowaniem reklamodawców, od 18 grudnia 1905 roku redakcja przygotowywała również wydanie wieczorne. W 1909 roku Lidové noviny stały się główną ogólnokrajową gazetą codzienną. W 1919, już po powstaniu niepodległej Czechosłowacji, gazeta otworzyła oddział w Pradze.
Podczas niemieckiej okupacji w latach 1938–1945 gazeta ukazywała w ograniczonym nakładzie i podlegała cenzurze. W czerwcu 1945 roku prezydent Edward Beneš ogłosił, że gazety, które współpracowały z okupantem, nie mogą się ukazywać. Dotyczyło to również Lidovych novin. 23 maja 1945 roku ukazał się więc pierwszy numer gazety Svobodne noviny, czyli dotychczasowe Lidove noviny pod zmienionym tytułem. 9 maja 1948 roku gazecie pozwolono powrócić do swojej dawnej nazwy. Ukazywała się do 8 lutego 1952 roku po czym została zamknięta przez władze komunistyczne.
11 września 1987 roku z numerem 0 Lidove noviny zaczęły ukazywać się ponownie, jako miesięcznik w drugim obiegu. Pierwszy numer liczył 24 strony formatu A4 i 300 sztuk nakładu. Od grudnia 1989 gazeta ukazuje się oficjalnie. Od stycznia 1990 roku – dwa razy w tygodniu, a od 2 kwietnia 1990 – codziennie.
W 1993 roku 51% udziałów w gazecie kupił szwajcarski koncern wydawniczy Ringier, od 1998 roku tytuł był w całości własnością Rheinisch-Bergischer Druckerei und Verlagsgesellschaft GmbH. W 2013 spółka Mafra (będąca wydawcą Lidovych novin), została zakupiona przez holding Agrofert (należący do przedsiębiorcy i polityka Andreja Babiša). Od 2023 właścicielem wydawnictwa jest PPF Group.
31 sierpnia 2024 wydany został ostatni drukowany numer dziennika. Od tego czasu ukazuje się jedynie w wersji elektronicznej.